# Northwich
Northwich este un oraș în comitatul Cheshire, regiunea North West, Anglia. Orașul se află în districtului Vale Royal. 